# Junonia wallacei
Junonia wallacei är en fjärilsart som beskrevs av William Lucas Distant 1883. Junonia wallacei ingår i släktet Junonia och familjen praktfjärilar. Inga underarter finns listade i Catalogue of Life.